# Mozaïekcyclusconcept
Het mozaïekcyclusconcept is een concept uit de ecologie en de natuurbescherming om de levensloop van bossen te beschrijven. Het dient naast de vaktheoretische discussie ook voor de ontwikkeling en omzetting van natuurbeschermings- en utilisatiestrategieën (in het bijzonder boswetenschap). Het concept wordt onder anderen aan de hand van onderzoekingen van bosecosystemen (oerwoudrelicten) ontwikkeld.
Het mozaïekcyclusconcept, ook wel 'mozaïekcyclustheorie' genoemd gaat van een wederkerende opeenvolging (cycli) van verscheidene rijpingsstadia (successiestadia) van ecosystemen uit. Binnen een ecosysteem kan men verscheidene successiestadia op deelvlakken (vegetatiemozaïek) gelijktijdig aantreffen. De Engelse ecoloog A.S. Watt beschreef dit in 1947 als 'cyclische successie'.
De auteurs Remmert en Scherzinger beschreven begin jaren 1990 dat (bos)ecosystemen zich 'cyclisch verjongen' en de successie binnen een ecosysteem asynchroon en met faseverschuivingen verlopen kan. De oorzaken hiervoor zijn zowel endogene (binnen het systeem) alsook exogene oorzaken (van buiten het ecosysteem). Het climaxstadium (zie successie) is naar dit concept, in contrast met oudere opvattingen, geen rigide bouwwerk. Het concept zegt ook dat het climaxstadium een mozaïek uit verscheidene plantengemeenschappen en levensstadia is.

## Cycli en mozaïeken der successie
Aan de hand van onderzoekingen op oerwoudrelicten werd vastgesteld dat in de plaats van langdurende climaxtoestanden er een cyclische en onregelmatige ontwikkeling (herhaalde successie, maar ook abrupt intredende fasen) van verjongings- en crashtoestanden in bosecosystemen overheerst. De crash wordt volgens het concept ontketend onder andere door insectengradaties ('insectenplagen'), windstoten, bos- of heidebrand na blikseminslag, veroudering, lawines. Een andere mogelijke factor is vraat door grote zoogdieren.
De cycli kunnen in alle stadia op ieder willekeurig voorgaand stadium teruggeworpen worden. De cycli hoeven daarbij niet alle stadia te doorlopen. Zo kan een bos zich in de plenterfase naar de vervalsfase verjongen en direct in de 'optimaalfase' of weer in de plenterfase overgaan.
Deze 'cyclische ontwikkeling' van een door mensen onbeïnvloed bos gebeurt aan de hand van de geobotanische indeling van de bossen (bijvoorbeeld subalpien, boreaal, suboceanisch mengbos, enz.), alsook aan de hand van de structuur van het systeem, en aan de hand van het soort calamiteit, op onderscheidbaar grote deelvlakken. Deze verschillende deelvlakken van de te onderscheiden successiestadia leveren van bovenaf bekeken een 'mozaïek' op. Sprugel en Borman beschreven in 1981 dat de ontwikkelingsstadia in subalpiene bossen zich door door wind veroorzaakte ontworteling golfvormig in de windrichting voortplanten.
Oppervlak naar schade (naar Scherzinger, 1991):
- Ineenstortende, verouderde bomen: 100 m² tot 500 m²
- Ontworteling door wind in het gemengd loofbos: 1 - 2 ha, zelden tot 25 ha
- Ontworteling door wind in het naaldbos: meer dan 100 ha
- Insectengradaties: meer dan 100 ha - 100 km²

Oppervlak van de deelstukken naar ecosystemen (naar Jedicke, 1994):
- Gemengd hellingbos 0,2 - 0,3 ha
- Beukenbos	1 - 2 ha
- Subalpien Fichtenwald tot 100 km²

## Fasen (stadia) van het mozaïekcyclusconcept
Tijdaanduidingen en "maten" zijn vrijelijk slechts ongeveer aangegeven.
1. (Ruderaalfase).
  - t = 0 tot 2 jaar na uiteenvalling
  - zeer zeldzaam
  - Vegetatie: Grassen, heesters, bijvoorbeeld brandnetel, bramen.
  - Aangroeihoogte tot 2 m, nog veel liggend dood hout.
  - Indicatorsoorten fauna: onder andere duinhagedis, wespendief, buizerd.
2. Pionierbosfase
  - t = 2 tot 15 jaar
  - Boomgroepen nog weinig jaren oud, gedeeltelijk ruderaalcorridors.
  - nog geen kroonsluiting, bomen tot 5 m, wilgen en populieren hoger, dood hout neemt af
  - Pioniersoorten treden versterkt op, zoals wilgen en populieren, maar ook beuken slechts in (sterke)zeeklimaten.
  - Diersoorten (indicatoren): hazelhoen, (wespendief)
  - Treedt slechts zeldzaam op naar grootschalige, sterke verstoring (catastrofe)
3. Kreupelhoutfase
  - t = 15 tot 75 jaar
  - Kroonsluiting, bomen tot 10 m, dood hout neemt af
  - Soortensamenstelling afhankelijk naar groeiplaats
  - Indicatoren: sperwer, hazelhoen
4. Sluitbosfase
  - t = 75 - 100 jaar
  - Dood hout zeldzaam, groeihoogte 15 tot 20 meter
  - Buntspecht, (Sperwer)
5. Optimaalfase, grote aangroei, ideaalstand voor productiebos
  - t = 100 - 250 jaar
  - Volledig gesloten kroondak, het aandeel dood hout neemt weer toe, begroeiingshoogte bereikt optimum van 20 a 30 m, soorten zonder sterke lichtbehoefte, hardhout neemt toe
  - Grote bonte specht, zwarte specht, havik, ruigpootuil
6. Plenterfase
  - t = 250 tot 400 jaar
  - omvallend dood hout slaat gaten, het aandeel dood hout (liggend + staand) neemt toe, groot hardhoutaandeel
  - Witrugspecht, holenduif, bonte vliegenvanger
7. Vervalsfase
  - t = 400 tot 550 jaar
  - Gaten in het bestand en dood hout heerst
  - Schreeuwarend, boompieper, gekraagde roodstaart, groene specht, bosuil
8. Ineenstorting
  - t = 550 tot 600 jaar
  - Weinig staande oude bomen
  - Buizerd, hazelhoen, auerhoen, boomleeuwerik

## Consequenties voor de ecologie en natuurbeschermingspraktijk
Tegenover de megaherbivorentheorie biedt het concept het voordeel dat het zich vandaag nog steeds toetsen en veralgemenen laat (overdraging en toetsing aan de hand van andere biotopen, om leringen te kunnen trekken). Een cyclische ontwikkeling is bijvoorbeeld op extreme groeiplaatsen zoals moerassen en droog land waar te nemen. Jedicke (1994) vermoedt dat vele ecosystemen zich cyclisch verjongen. Dat zal hier niet de megaherbivorentheorie weerspreken. Veel meer zijn ze complementair te beschouwen; zo zien de vervals- en ineenstortingsfase van het bos (welke in hun tijdelijke expansie tegenstrijdig is) er als een bosweidegang uit.
In samenhang met de discussie over prehistorische ecosysteemontwikkeling is gemeld dat het bewijs hoe groot de losse vlakken van de mozaïeken bovenal voor de laatste ijstijd waren door de paleobotaniek waarschijnlijk niet gebruikt worden kan.
Jedicke leidt onder andere uit deze theorie de vraag af naar langdurig beschermde grootbeschermingsgebieden af, om een procesbescherming van het ecosysteem verzekeren (bosbrand, stormschade, enz.). Bij een grootschalige stormschade in een onder natuurbescherming staand bos kan de status van een natuurbeschermingsgebied weer opgeschort worden, gezien de beschermingsreden "behoud van de bossen" vervalt. In laatste consequentie moet de beschermingsreden op het proces van successie toegepast worden.

## Overeenkomstige vormen in de natuurbenaderde bosbouw
De omschrijvingen van de fasen komen overeen met de omschrijvingen is de boswetenschappelijke gebruiksvormen: plenterslag, femelslag als opgaande bossen, alsook middelhout en knothout. Feitelijk bestaat er ook een zekere overeenkomst. Bij deze productiebossen zorgt de mens voor de "verstoring" van het ecosysteem en bevordert daarmee gericht de verjonging, bijgevolg ontstaat maar weinig dood hout en de soortensamenstelling van planten wordt gestuurd; de ecologische functies zijn wezenlijk geringer (vergelijk: vervangende begroeiing).
Deze gebruiksvormen zijn vandaag de dag alleen nog zeer zelden aan te treffen; het intensieve gebruik van leeftijdsklassebosen domineert (overeenkomstig  de rijpfase van een leefstijdsklassebos met de optimaalfase van dit concept. Indien direct overgegaan zou worden op plenterslag dan duurt een ombouwproces in de bosbouw generaties. Daar het duurzame gebruik van landschappen in Centraal-Europa wettelijk voorrang geniet en bosbranden en insectenplagen niet getolereerd worden (kunnen), is het aanwijzen van grootbeschermingsgebieden problematisch. De natuurgetrouwe en extensieve bosbouw, en dan vooral de aanwending van oude, oneconomosch geworden methoden neemt een belangrijke positie in de natuurbescherming in.